# Eulophia schaijesii
Eulophia schaijesii là một loài thực vật có hoa trong họ Lan. Loài này được Geerinck mô tả khoa học đầu tiên năm 1985.